# Huang Hsiao-wen
Huang Hsiao-wen (chiń. 黃筱雯; pinyin Huáng Xiǎowén; ur. 31 sierpnia 1997) – tajwańska bokserka, dwukrotna mistrzyni świata, brązowa medalistka igrzysk olimpijskich i igrzysk azjatyckich, srebrna i brązowa medalistka mistrzostw Azji.

## Kariera
W 2017 roku na mistrzostwach Azji w Ho Chi Minh zdobyła brązowy medal w kategorii do 57 kg, przegrywając w półfinale z Chinką Yin Junhua 0:5. Następnego roku zdobyła brąz igrzysk azjatyckich rozegranych w Dżakarcie. W półfinale nie stawiła się do walki przeciwko Jo Son-hwa z Korei Północnej, przegrywając walkowerem. Powodem takiej decyzji była złamana prawa stopa.
W kwietniu 2019 roku zdobyła srebrny medal mistrzostw Azji w Bangkoku w kategorii do 54 kg. W finale uległa Chince Shi Qian. W październiku tego samego roku została mistrzynią świata, wygrywając w decydującej walce z Francuzką Caroliną Cruveillierą.
W 2021 roku wzięła udział w Letnich Igrzyskach Olimpijskich 2020 w Tokio, gdzie w rywalizacji kobiet w wadze muszej zdobyła brązowy medal, w półfinale przegrywając z Buse Naz Çakıroğlu. W 2024 roku ponownie wzięła udział w Letnich Igrzyskach Olimpijskich, gdzie w rywalizacji kobiet do 54 kg przegrała w drugiej walce z Stanimirą Petrową.